# Livorno (província)
A província de Livorno, ou, na sua forma portuguesa, Liorne, é uma província italiana da região da Toscana com cerca de 168 614 habitantes, densidade de 152 hab/km². Está dividida em 20 comunas, sendo a capital Livorno.
Faz fronteira a norte e a este com a província de Pisa, a sul com a província de Grosseto e a oeste com o Mar Tirreno. Inclui as ilhas do Arquipélago Toscano.